# Helga Sommerfeld
Helga Sommerfeld (* 5. März 1941 in Dresden; † 28. September 1991 in Berlin) war eine deutsche Theater- und Filmschauspielerin.

## Leben

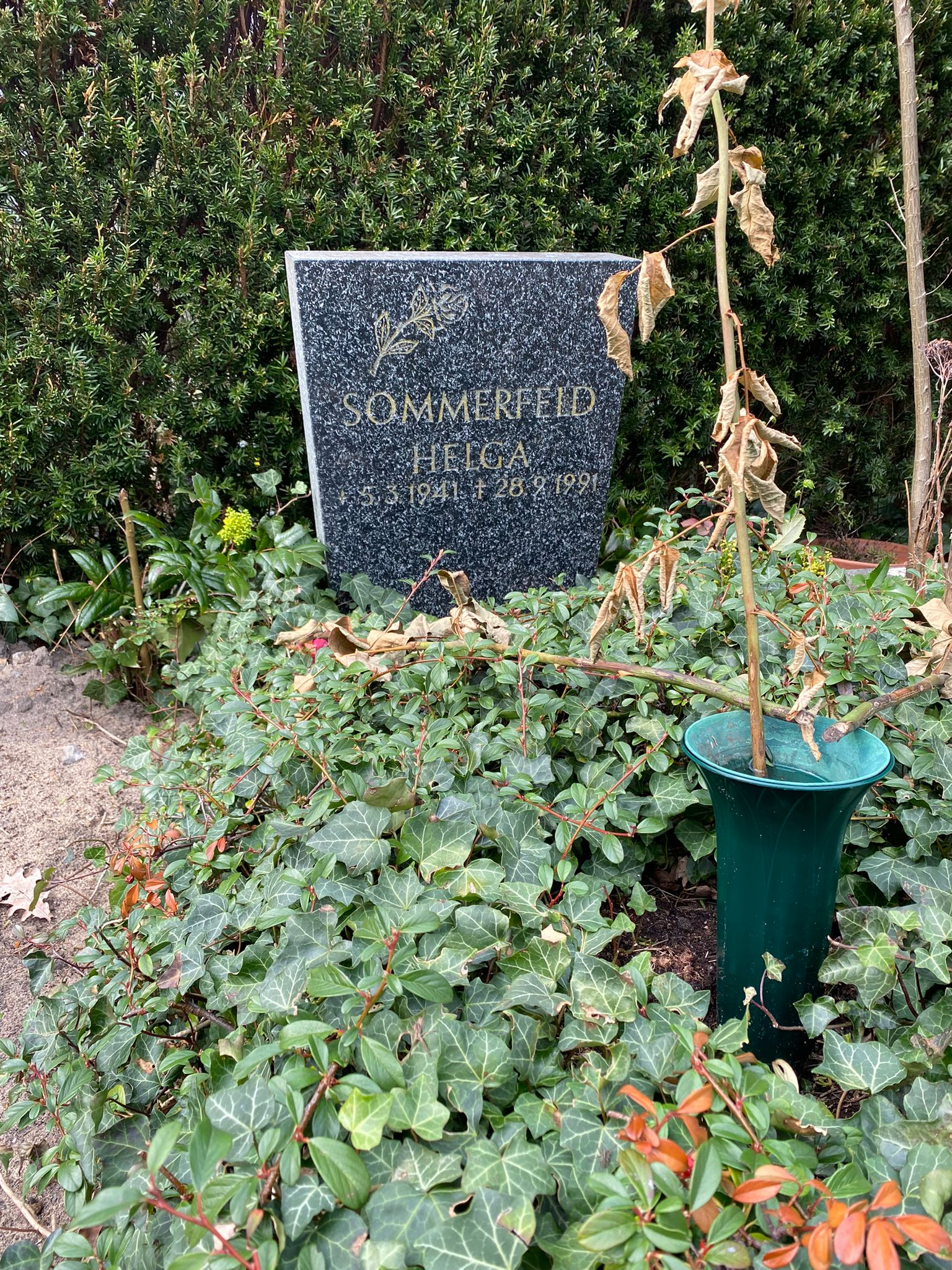
Grabstätte auf dem Friedhof Grunewald

Helga Sommerfeld begann nach dem Abschluss auf einem Berliner Gymnasium eine Ausbildung bei der UfA-Film- und Schauspielschule. Durch Vermittlung von Ada Tschechowa hatte sie noch während ihrer schauspielerischen Ausbildung erste Auftritte in Musik- und Heimatfilmen wie in Wenn die Conny mit dem Peter und Schlager-Raketen. Sommerfeld wirkte in den sechziger Jahren vor allem in Agenten- und Abenteuerfilmen, gelegentlich auch in Filmkomödien und Schlagerfilmen mit. Insgesamt spielte sie in 35 Kinofilmen mit und hatte zahlreiche Theaterauftritte auf diversen Bühnen. Zuletzt stand sie 1986 bis 1988 auf einer Deutschlandtournee in dem Stück Die geliebte Stimme auf der Bühne. In den achtziger Jahren machte sie eine Reihe Fernsehspiele für den Sender Freies Berlin. 1985 zeigte sie sich ein letztes Mal als Hauptdarstellerin in dem Film Der Callboy auf der Leinwand.
Helga Sommerfeld wurde auf dem Friedhof Grunewald (Grablage Abt. V-11) beigesetzt.

## Filmografie
- 1958: Wenn die Conny mit dem Peter
- 1958: Mein Schatz ist aus Tirol
- 1959: Wenn das mein großer Bruder wüßte
- 1959: Freddy unter fremden Sternen
- 1959: Peter Voss, der Held des Tages
- 1960: Schlager-Raketen
- 1961: Die Schatten werden länger
- 1961: Unser Haus in Kamerun
- 1962: Das Geheimnis der schwarzen Koffer
- 1962: …und ewig knallen die Räuber
- 1963: Die Nylonschlinge
- 1963: Übermut im Salzkammergut
- 1963: Apartment-Zauber
- 1964: Das Haus der Schlangen (Fernsehserie, 6 Folgen)
- 1964: Das Phantom von Soho
- 1964: Der Satan mit den roten Haaren
- 1965: Die schwarzen Adler von Santa Fe
- 1965: Die letzte Kugel traf den Besten (Aventuras del Oeste)
- 1965: In Beirut sind die Nächte lang (24 Hours to Kill)
- 1965: Das Geheimnis der drei Dschunken
- 1965: Der Spion, der in die Hölle ging (Corrida pour un espion)
- 1966: Warteliste zur Hölle (Anonima de asesinos)
- 1966: Lange Beine – lange Finger
- 1966: Heißes Pflaster für Spione (Da Berlino l’apocalisse)
- 1967: Jungfrau aus zweiter Hand
- 1967: Landarzt Dr. Brock (Fernsehserie, Folge Sonntag mit Überraschungen)
- 1967: Auf der Lesebühne der Literarischen Illustrierten (Fernsehserie, Folge Die traurige Geschichte von Friedrich dem Großen)
- 1968: Rassenschande (Kiedy miłość była zbrodnią)
- 1968: Bis zum Happy-End
- 1973: Gestern gelesen (Fernsehserie, Folge 81 Perlen)
- 1985: Der Callboy